# Edge of Seventeen
Edge of Seventeen è un singolo della cantautrice statunitense Stevie Nicks, pubblicato nel 1982 ed estratto dal suo primo album in studio da solista Bella Donna.La canzone appare anche in Grand Theft Auto IV.

## Tracce
- 7"

1. Edge of Seventeen (Just Like the White Winged Dove)  – 4:10
2. Edge of Seventeen (Previously unreleased live version)  – 5:57

## Formazione
- Stevie Nicks – voce
- Jimmy Iovine – produzione
- Waddy Wachtel – chitarra
- Bob Glaub – basso
- Russ Kunkel – batteria
- Bobbye Hall – percussioni
- Benmont Tench – piano, organo
- Roy Bittan – piano
- Lori Perry – cori
- Sharon Celani – cori

## Classifiche
| Classifica (1982-2021) | Posizione massima |
| ---------------------- | ----------------- |
| Canada                 | 11                |
| Regno Unito            | 86                |
| Stati Uniti            | 11                |

## Cover e sample
- La cantante e attrice statunitense Lindsay Lohan ha inciso una cover del brano nel suo secondo album A Little More Personal (Raw), uscito nel 2005.
- Un sample della canzone è utilizzato per il brano Bootylicious del gruppo femminile Destiny's Child del 2001. Stevie Nicks appare nel videoclip di questa canzone con un cameo.
- La cantante Miley Cyrus ha interpolato parte della melodia della canzone per il brano Midnight Sky del 2020.